# چاوان
چاوان یکی از روستاهای استان آذربایجان شرقی است که در دهستان سردصحرا بخش مرکزی شهرستان تبریز واقع شده‌است.این روستا ۱۷۳۳ نفر جمعیت دارد.